# KK MZT Skopje
KK MZT Skopje is een Macedonische basketbalclub uit Skopje.

## Geschiedenis
KK MZT Skopje kende na zijn stichting in 1966 zijn eerste successen in de jaren zeventig met zes titels in de Macedonian Republic League. De club kende nadien enkele terugvallen maar kende een opleving in de jaren negentig en opnieuw na 2010. De club kent een stevige rivaliteit met stadsgenoot KK Rabotnički Skopje.

## Erelijst
- Macedonian Republic League (Joegoslavië): 6
  - Winnaar: 1970, 1971, 1972, 1973, 1974, 1979

- Macedonian First League: 10
  - Winnaar: 2012, 2013, 2014, 2015, 2016, 2017, 2019, 2021, 2022, 2023
  - Tweede: 1993, 1996, 1998, 1999, 2001, 2004, 2018

- Macedonian Basketball Cup: 11
  - Winnaar: 1996, 1997, 1999, 2000, 2012, 2013, 2014, 2016, 2018, 2021, 2023
  - Runner-up: 1994, 1995, 2003, 2011, 2022

- Macedonian Super Cup: 5
  - Winnaar: 2003, 2015, 2016, 2021, 2022
  - Runner-up: 2000

## Coaches
- Dražen Dalipagić

## Bekende (oud-)spelers
- Jordan Mintsjev
- - Ivan Karačić
- Owen Klassen
- Tramaine Isabell
- Frank Turner